# (20004) Audrey-Lucienne
(20004) Audrey-Lucienne – planetoida z pasa głównego asteroid okrążająca Słońce w ciągu 3 lat i 148 dni w średniej odległości 2,26 j.a. Została odkryta 8 kwietnia 1991 roku przez Erica Elsta. Przed nadaniem nazwy planetoida nosiła oznaczenie tymczasowe (20004) 1991 GS6.